# Черепанов Іван Михайлович
Іван Михайлович Черепанов (30 травня 1929, селище Вятські Поляни Малмизького повіту, тепер місто Кіровської області, Російська Федерація — 19 червня 2015, місто Москва, Російська Федерація) — радянський державний діяч, голова виконавчого комітету Московської обласної ради народних депутатів, голова Московської обласної ради народних депутатів, секретар Московського обласного комітету КПРС. Кандидат у члени ЦК КПРС у 1986—1990 роках. Депутат Верховної Ради Російської РФСР 10—11-го скликань. Народний депутат Російської РФСР у 1990—1993 роках.

## Життєпис
У 1953 році закінчив Московський енергетичний інститут.
У 1953—1957 роках працював старшим техніком, інженером, старшим інженером науково-дослідного сектора інституту «Гідропроєкт» у Москві.
Член КПРС з 1957 року.
У 1957—1959 роках — 1-й секретар Тушинського міського комітету ВЛКСМ Московської області.
У 1959—1964 роках — інструктор, заступник завідувача промислового відділу Московського обласного комітету КПРС.
У грудні 1964—1968 роках — 1-й секретар Калінінградського міського комітету КПРС Московської області.
У 1968—1975 роках — завідувач відділу науки і навчальних закладів Московського обласного комітету КПРС.
У 1975—1981 роках — голова планової комісії — заступник голови виконавчого комітету Московської обласної ради народних депутатів.
У 1981 — січні 1986 року — секретар Московського обласного комітету КПРС.
11 січня 1986 — квітень 1990 року — голова виконавчого комітету Московської обласної ради народних депутатів.
У квітні 1990 — вересні 1991 року — голова Московської обласної ради народних депутатів.
У 1991—1993 роках — заступник голови виконавчого комітету Московської обласної ради народних депутатів. У 1993—1998 роках — заступник глави адміністрації Московської області — керівник апарату адміністрації.
Потім — на пенсії в Москві.
Помер 19 червня 2015 року.

## Нагороди і звання
- два ордени Трудового Червоного Прапора
- орден Дружби народів
- медалі